# Jochen Welt
Jochen Welt (* 14. Februar 1947 in Velbert als Hans-Joachim Welt) ist ein deutscher Politiker (SPD). Der Diplomsozialwissenschaftler war von 1987 bis 1998 Bürgermeister der Stadt Recklinghausen und von 2004 bis 2009 Landrat des Kreises Recklinghausen. Er war zudem von 1990 bis 2004 Mitglied des Deutschen Bundestages. Von 1998 bis 2004 war er Beauftragter für Aussiedlerfragen der Regierung Schröder, von 2002 bis 2004 zusätzlich Beauftragter für nationale Minderheiten. Von 2014 bis 2017 war er Geschäftsführer der Otto Benecke Stiftung. Seit 2022 ist er Vorsitzender der Stiftung Vestische Kinderbrücke. 

## Ausbildung
Von 1961 bis 1963 besuchte Welt die Handelsschule und machte anschließend bis 1966 eine Ausbildung als Industriekaufmann. Im Jahre 1967 legte er die Bildungsreifeprüfung ab und studierte bis 1971 Sozialarbeit, danach bis 1975 Sozialwissenschaften.

## Beruf
1983 bis 1987 war Welt Leiter der Schulverwaltung und Verwaltungsdirektor der Fachhochschule Bergbau Bochum. Seit 1987 war er Abteilungsleiter bei der Deutschen Montantechnologie und Geschäftsführer der Gesellschaft für Energietechnik. Seit 2009 ist er Geschäftsführer der IPAConsult. Von August 2014 bis März 2017 war Jochen Welt Geschäftsführer der Otto Benecke Stiftung e. V.

## Politik und Ehrenamt
Ab 1975 war Welt Ratsmitglied, 1985 bis 1986 Fraktionsvorsitzender und 1987 bis 1998 Bürgermeister von Recklinghausen. Jochen Welt wurde jeweils mit absoluter Mehrheit durch den Rat der Stadt Recklinghausen gewählt.
Jochen Welt war vom 20. Dezember 1990 bis zum 22. Oktober 2004 Mitglied des Deutschen Bundestages. Er wurde stets im Wahlkreis Recklinghausen I mit absoluten Mehrheiten direkt in den Bundestag gewählt.
Von 1998 bis 2002 war Jochen Welt Beauftragter der Bundesregierung für Aussiedlerfragen, von 2002 bis 2004 zusätzlich noch Beauftragter für Nationale Minderheiten. Im Rahmen dieser Aufgabe hat er das erste Integrationskonzept des Bundes „Aussiederpolitik 2000“ vorgelegt und in diesem Zusammenhang das Begriffspaar „fördern und fordern“ in die migrationspolitische Debatte eingeführt. Von ihm stammt auch das „Vier-Säulen-Modell“ der Aussiedlerintegration, das zur Grundlage der Integrationsförderung des Bundesamtes für Migration und Flüchtlinge (BAMF) wurde.
Am 10. Oktober 2004 wurde Jochen Welt zum Landrat des Kreises Recklinghausen gewählt, weshalb er am 22. Oktober desselben Jahres sein Bundestagsmandat niederlegte.
Welt erklärte im Februar 2008, aus persönlichen Gründen bei der Kommunalwahl 2009 nicht mehr als Landrat zu kandidieren.
Zum 1. August 2014 wurde er zum Geschäftsführer der Otto Benecke Stiftung e. V. bestellt. Seit 2018 ist er dort noch als Mitglied des Vorstandes tätig. 
Mit dem 1. Januar 2022 übernahm Jochen Welt den Vorsitz der von ihm gegründeten Vestischen Kinderbrücke - Jochen-Welt-Stiftung. Die Stiftung fördert Projekte der Kinder- und Jugendarbeit und vergibt jährlich den Vestischen Kinder- und Jugendhilfepreis für besondere Leistungen in der Jugendhilfe im Kreis Recklinghausen. 

## Kontroversen
Welt wurde 2009 vorgeworfen, private Vorteile aus seinem Amt als Landrat zu ziehen, die wesentlichen Tatvorwürfe wurden aber entkräftet und das staatsanwaltschaftliche Ermittlungsverfahren ist eingestellt worden.

## Mitgliedschaften
- IG Bergbau, Chemie, Energie.
- SPD seit 1969.

## Nebentätigkeiten
- Abteilungsleiter bei der Deutschen Montantechnologie war er auch während seines Bundestagsmandates.

Als Landrat:
- Vorsitzender des Aufsichtsrates der Vestische Straßenbahnen GmbH
- Vorsitzender des Aufsichtsrates von ECOCity (Abfallwirtschaftsverband)
- Stellv. Vorsitzender des Verbandsausschusses RVR
- Mitglied des Aufsichtsrates AGR (Abfallbeseitigungsgesellschaft Ruhr)
- Stellv. Verbandsvorsteher Verkehrsverbund Rhein Ruhr
- Verbandsvorsteher des Studieninstituts Emscher Lippe
- Mitglied des Verwaltungsrates der Sparkasse Vest Recklinghausen

## Veröffentlichungen
- Jeder gegen jeden - Tagebuch aus einer entsolidarisierten Gesellschaft. Vorwärts-Verl., Bonn 1994
- Liebe und Politik: Es wird wohl nie ein Ende nehmen.... Liebe im Schatten der Gewalt. Roman, Darmstadt 1997
- Von der gesellschaftlichen Selbsttäuschung zum Zuwanderungs- und Integrationskonzept. In: Ursula Mehrländer, Günther Schultze (Hrsg.): Einwanderungsland Deutschland. Neue Wege nachhaltiger Integration. J.H.W. Dietz Nachf., Bonn 2001 ISBN 3-8012-0312-3, S. 23–40
- Betrifft: Bürgergesellschaft / 8. Bürgerengagement in der Aussiedler- und Integrationspolitik 2004
- Migration und Begabungsförderung, Hrsg. Yasemin Karakasoglu, Hans-Georg Hiesserich, Göttingen 2010, Zum Integrationsmanagement St. 163 ff
- Integration stiften! - Eine Brücke die wir brauchen - gerade jetzt. In: Marianne Krüger-Potratz: Integration stiften! V&R unipress GmbH Göttingen 2015 ISBN 978-3-8471-0397-4, S. 143–154 doi.org/10.14220/9783737003971.143
- Opferzeiten. Vom archaischen zum virtuellen Opfer. Lit-Verlag Münster 2021 ISBN 978-3-643-14994-7